# Марси Икс
„Марси Икс“ (на английски: Marci X) е щатска романтична комедия от 2003 г. на режисьора Ричард Бенджамин, по сценарий на Пол Рудник и във филма участват Лиса Кудроу, Деймън Уейънс, Ричард Бенджамин, Кристин Барански и Паула Гарсес. Филмът е пуснат на 22 август 2003 г. от Paramount Pictures.